# Ali Aswad al-Jabbouri
Ali Aswad al-Jabbouri, dit Abou Ayman al-Iraki (arabe : أبو أيمن العراقي), mort le 18 mai 2016, est un djihadiste et un chef militaire de l'État islamique.

## Biographie
Abou Ayman al-Iraki rejoint les djihadistes en 2003, au début de la guerre d'Irak. Arrêté et emprisonné un temps à camp Bucca, il rallie l'État islamique d'Irak à sa libération.
Fin 2011, il est envoyé en Syrie où il supervise la formation du Front al-Nosra. En juillet 2013, il abat un chef de l'Armée syrienne libre, Kamal Hamami, à un check-point dans le gouvernorat de Lattaquié.
En août 2013, il dirige une offensive dans le gouvernorat de Lattaquié ; celle-ci s'accompagne d'un massacre de plusieurs dizaines d'alaouites dans la région de Barouda. Puis, en août 2014, il aurait participé aux massacres de Ghraneidj et d'al-Keshkeyyi contre la tribu des al-Cheitaat qui s'était insurgée contre les djihadistes.
Après avoir été nommé wali (gouverneur) dans le gouvernorat de Lattaquié, puis à al-Khayr, dans le gouvernorat de Deir ez-Zor, il regagne l'Irak. Il aurait été destitué à cause de la mort d'Abou Sayaf at-Tunisi, tué en mai 2015 au nord de Mayadine lors d'un raid des forces spéciales américaines,. Selon le journaliste Wassim Nasr, « ce raid aurait été considéré comme un fiasco sécuritaire pour les dirigeants de l’EI ». 
Il est tué à Mossoul le 18 mai 2016 par une frappe aérienne de la coalition.